# Ulu

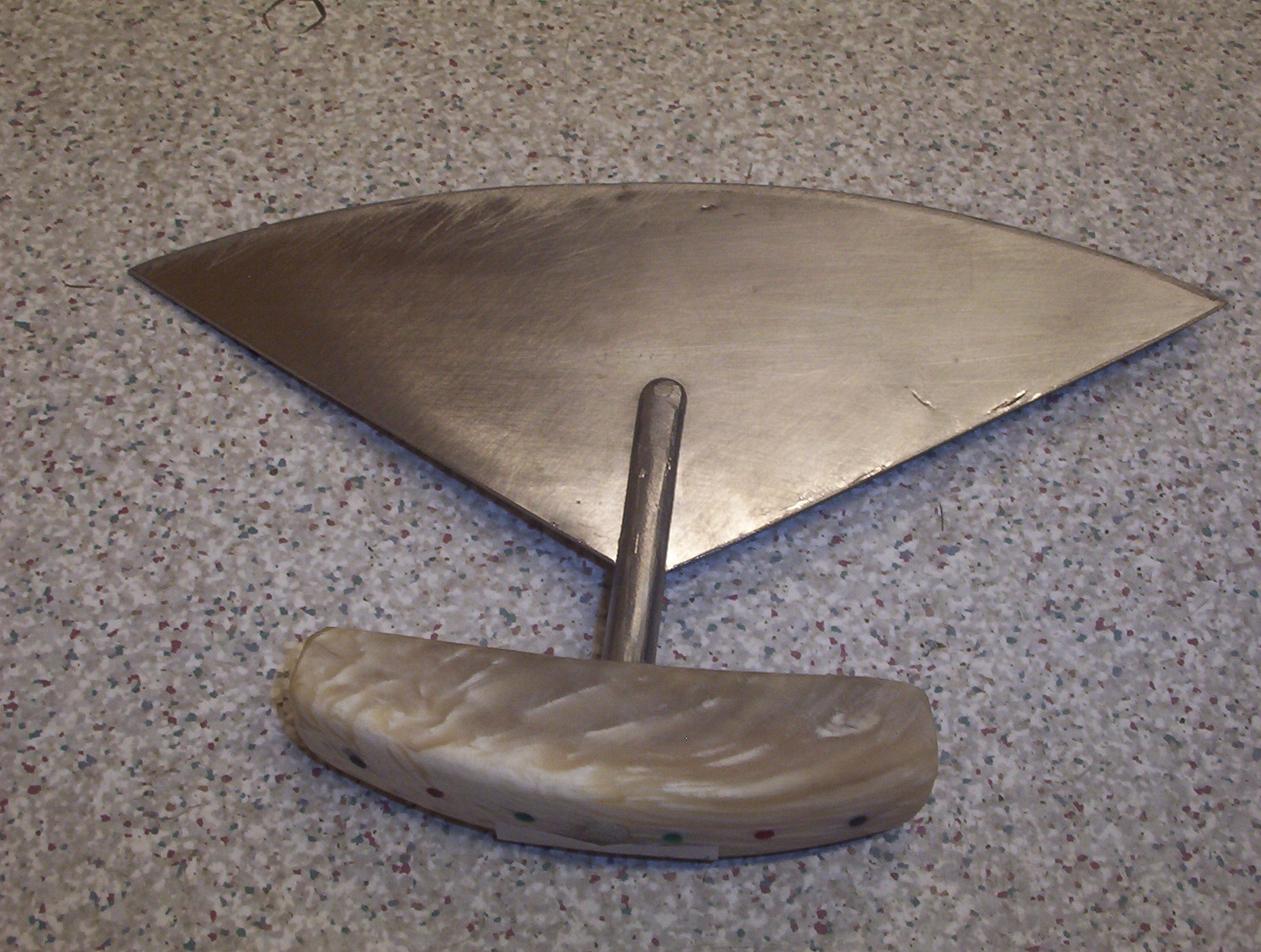
Un Ulu con diseño del Oeste Ártico.

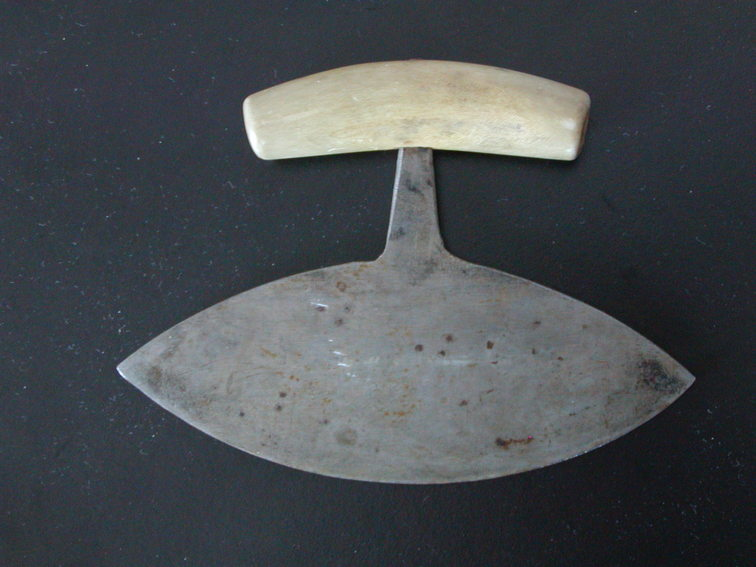
Un Ulu del oeste de Groenlandia (Kalaallit).

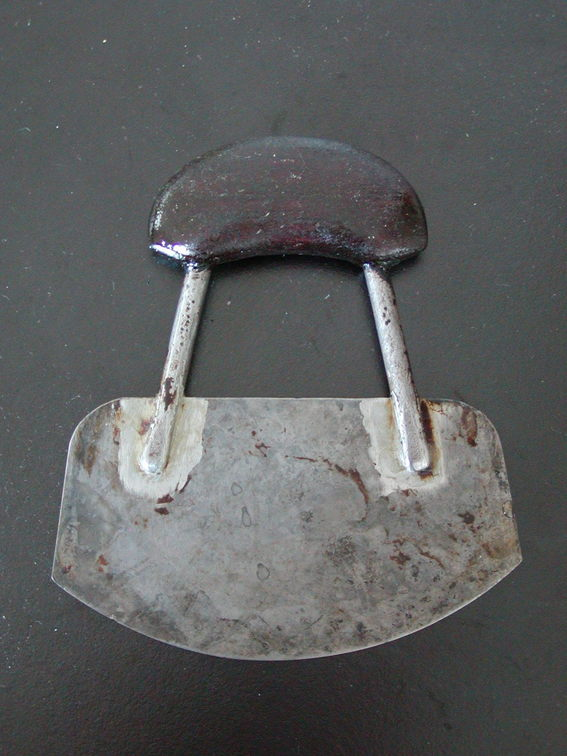
Un Ulu del este de Groenlandia (Tunumiit).

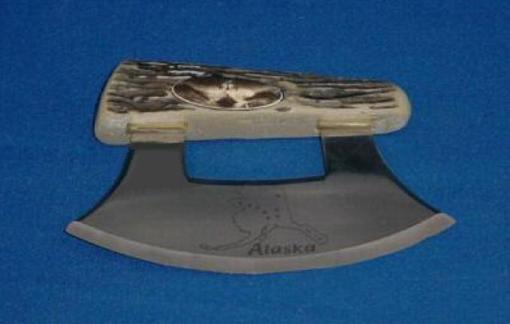
Un Ulu de Alaska.

Un ulu (plural uluit, en español 'cuchillo de mujer') es un cuchillo multipropósito utilizado tradicionalmente por las mujeres de las etnias inuit, yupik y aleutas. Se utiliza en aplicaciones tan diversas como desollar y limpiar animales, cortar el pelo de un niño, cortar alimentos, como arma y, si es necesario, cortar bloques de hielo para construir un iglú.

## Nombre
En la variedad Nunatsiavummiutut del idioma Inuttitut, que se habla en Nunatsiavut, la palabra se deletrea uluk, y en Tunumiit ('Groenlandia Oriental') es sakiaq o saakiq.
La siguiente tabla muestra una lista de términos Inuit-Aleut, así como dos términos para la misma herramienta en varios idiomas de Athabaskan, que son una familia de lenguas no relacionadas hablada por los Inuit - Inupiat - Aleut nativos de Alaska.
| idioma                                                        | singular        | dual        | plural      |
| ------------------------------------------------------------- | --------------- | ----------- | ----------- |
| Idioma Yup'ik                                                 | uluaq           | uluak       | uluat       |
| idioma Chevak Cup’ik (un idioma Yup'ik)                       | kegginalek      | kegginalgek | kegginalget |
| idioma Nunivak Cup'ig (un idioma Yup'ik)                      | ulluar          |             |             |
| idioma Inupiaq (idioma Iñupiat)                               | ulu ~ uluuraq   |             |             |
| Inuvialuktun (idioma Inuit del oeste de Canadá)               | ulu             |             |             |
| Inuktitut (idioma Inuit del este de Canadá)                   | ulu ᐅᓗ          |             | uluit       |
| idioma Inuttitut (un idioma Inuit del este de Canadá)         | uluk            |             |             |
| idioma Greenlandic (un idioma Inuit del oeste de Groenlandia) | ulu             |             | ulut        |
| dialecto Tunumiit (un idioma Inuit del este de Groenlandia)   | sakiaq ~ saakiq |             |             |
| idioma Koyukon (un idioma Athabaskan)                         | tlaabaas        |             |             |
| idioma Holikachuk (un idioma Athabaskan)                      | tthamas         |             |             |

## Materiales
Tradicionalmente, el Ulu se hacía con una asta de caribú, cuerno de almizcle o marfil de morsa y superficie de corte de pizarra, debido a la falta de tecnología de fundición de metales en el Ártico. La empuñadura también se podía tallar en hueso, y a veces se usaba madera cuando estaba disponible. En ciertas áreas, como los territorios del noroeste de Ulukhaktok, se utilizó cobre para la superficie de corte.
Hoy en día, el Ulu todavía se hace con una empuñadura de asta de caribú, pero la cuchilla generalmente está hecha de acero. Con frecuencia, el acero se obtiene comprando una sierra manual o una sierra para madera, y cortando la hoja con la forma correcta. Una madera dura llamada sisattaq también se usa para las empuñaduras. Estos Uluit se conservan para uso doméstico y se venden a otros. También es posible comprar Uluit producidos comercialmente, a veces hechos con empuñaduras de plástico y con una tabla de cortar incluidas.

## Usos y diseños
El tamaño del Ulu generalmente refleja su uso. Por ejemplo, se usaría un Ulu con una cuchilla de cinco centímetros como parte de un kit de costura para cortar el tendón. El Kimaqtuut es un pequeño Ulu con una hoja de aproximadamente dos pulgadas, el cual es utilizado para cortar patrones en las pieles de animales (foca, caribú). Se utilizaría un Ulu con una cuchilla de quince centímetros para fines generales. Ocasionalmente, se pueden encontrar Uluit con cuchillas de hasta treinta centímetros.
Existen cuatro diseños distintos de Uluit: el Iñupiat (o Alaska), el canadiense, el groenlandés occidental y el groenlandés oriental. Con el estilo Inupiat Ulu, la cuchilla tiene una pieza central cortada y ambos extremos de la cuchilla encajan en la empuñadura. En Canadá, la  hoja está unida a la empuñadura por un solo vástago en el centro. En las áreas occidentales del Ártico canadiense, la hoja del Ulu tiende a ser de forma triangular, mientras que en el Ártico oriental los extremos de la cuchilla tienden a ser más puntiagudos.
La forma del Ulu asegura que la fuerza se centre más sobre el centro de la hoja, mucho más que con un cuchillo ordinario. Esto hace que el Ulu sea más fácil de usar al cortar objetos duros como huesos. Debido al movimiento de balanceo utilizado cuando se corta una comida en un plato o tabla con un Ulu, también es más fácil usar un Ulu con una mano (en contraste, un cuchillo de filetear típico requiere un tenedor).
Los cuchillos Ulu a veces se usan para fines distintos de su intención original. Debido a su simbolismo cultural en todo el Ártico, a veces se presentan a personas que han logrado cosas importantes, como el deporte o la educación. Específicamente, los Juegos de Invierno del Ártico presentan Uluit de oro, plata y bronce para atletas exitosos, usándolos en lugar de una medalla.

## Historia
Se han encontrado Uluit que datan de 2500 a. C. Tradicionalmente, el Ulu se heredaba de generación en generación. Se creía que el conocimiento de un antepasado estaba contenido dentro del Ulu y, por lo tanto, también se transmitiría.

## Legalidad
Algunos países, incluido Canadá, prohíben la posesión o el transporte de cuchillos donde la hoja es perpendicular a la empuñadura (destinada a limitar el uso de las llamadas «dagas de empuje»). Sin embargo, las regulaciones aprobadas bajo el Código Penal eximen específicamente al «cuchillo "Ulu" aborigen» de esta prohibición.